# Даневский, Пий Никодимович
Пий Никодимович Даневский (1820—1892) — русский правовед, один из видных деятелей судебной реформы императора Александра II; сенатор.

## Биография
Происходил из небогатой семьи польского дворянского рода. Родился 5 (17) мая 1820 года в небольшом поместье своего отца, расположенном в Радомысльском уезде Киевской губернии. Несмотря на раннюю смерть родителей получил хорошее образование. После Овручского уездного и радомысльского дворянского училищ, учился во Второй Киевской гимназии, где за отличные успехи в русской словесности и греческом языке был награждён золотой медалью и аттестатом с правом на чин XIV класса. После окончания гимназии поступил на юридический факультет университета Св. Владимира. Во время учёбы за свою работу «Об управлении в России со времени великого князя Иоанна III до императора Петра Великого» был награждён университетом серебряной медалью. Также написал сочинение по финансам России «De donationibus inter virum et uxorem secundum jus romanum» («О дарениях между мужем и женой по началам римского права»). Окончил университет со званием действительного студента и с правом получить степень кандидата права.
С 14 октября 1843 года был преподавателем, а затем профессором гражданских законов и законов государственного благоустройства в Нежинском юридическом лицее и состоял в этой должности до 26 августа 1853 года. В начале 1845 года защитил диссертацию «Об источниках местных законов некоторых губерний и областей России» (СПб., 1857) и 15 марта был утверждён в звании магистра гражданского права и в должности профессора лицея по кафедре гражданских законов и законов государственного благоустройства.
В 1853 году был переведён на должность экспедитора Государственной канцелярии. С 1859 года был помощником статс-секретаря Государственного Совета по департаменту законов с чином действительного статского советника. В это время им была составлена «История образования Государственного совета в России» Архивная копия от 24 июля 2019 на Wayback Machine (СПб., 1859).
С 1862 года служил старшим чиновником II отделения Собственной Его Императорского Величества канцелярии и был членом комиссии из 9 лиц для составления проектов законоположений, относящихся до преобразования судебной части и других различных комиссий и комитетов. С 1865 года Даневский служил в министерстве юстиции: был определён состоять членом консультации при министерстве, без содержания, но с сохранением должности старшего чиновника II отделения. В 1866 и 1867 годах состоял членом комитета при морском министерстве для составления проекта нового устава Российско-американской компании и колониального положения; на Даневского было возложено также поручение присутствовать в особом комитете при министерстве финансов для рассмотрения предположений о средствах вознаграждения Российско-американской компании за уступку США бывших колоний России в Америке.
В 1868 году Даневский был назначен председателем департамента Одесской судебной палаты; 17 апреля 1868 года «за отличие» был произведён в тайные советники.
Со 2 июля 1870 года получил назначением сенатором; сначала был в гражданском кассационном департаменте, а через год — присутствующим в IV департаменте Сената. С 1883 года он состоял в числе неприсутствующих сенаторов и за ним было сохранено получавшееся им содержание.
Умер в ночь с 19 на 20 апреля 1892 года в местечке Свенча, Полтавской губернии.
П. Н. Даневский опубликовал целый ряд статей юридического содержания в русских и немецких изданиях, который были по достоинству оценены специалистами того времени.

## Награды
- орден Св. Анны 2-й ст. (1857)
- орден Св. Владимира 3-й ст. (1861)
- орден Св. Станислава 1-й ст. (1864)
- орден Св. Анны 1-й ст. (1866)
- орден Св. Владимира 2-й ст. (1878)